# Bābra
Bābra är en ort i Indien.   Den ligger i distriktet Amreli och delstaten Gujarat, i den västra delen av landet, 1 000 km sydväst om huvudstaden New Delhi. Bābra ligger 161 meter över havet och antalet invånare är 18 993.
Terrängen runt Bābra är platt. Runt Bābra är det ganska tätbefolkat, med 179 invånare per kvadratkilometer. Närmaste större samhälle är Lāthi, 16,1 km sydost om Bābra. Trakten runt Bābra består till största delen av jordbruksmark.